# Centro de Tecnologia da Informação Renato Archer
O Centro de Tecnologia da Informação Renato Archer (CTI) é um órgão do Governo do Brasil, unidade pertencente ao Ministério da Ciência e Tecnologia, criado em 1982 e com sede na cidade paulista de Campinas.

## Objetivos
O CTI possui cerca de 280 pesquisadores em 10 laboratórios, que tem por principal objetivo promover a integração entre os meios produtivo e o acadêmico, através de pesquisas em tecnologia da informação.
O CTI identifica as demandas industriais e as transforma em temas de pesquisa, possibilitando assim sejam encontradas soluções para o mercado.

## Serviços
Oferece uma gama de serviços que passam pelo treinamento, consultoria, elaboração de protótipos de produtos, eletrônica médica, teste de hardwares e softwares, dentre outros.